# Lore Kegel
Lore Kegel geb. Lessing, gesch. Gessner, gesch. Konietzko (* 9. Oktober 1901 in Düsseldorf; † 20. Oktober 1980) war eine Kunsthändlerin und Sammlerin außereuropäischer Kunst (speziell Afrikanische Kunst).

## Leben
Lore Kegel studierte als eine der ersten Frauen an der Düsseldorfer Kunstakademie und betätigte sich später als Malerin und Kunsthändlerin. 1923 heiratete sie den Düsseldorfer Maler Richard Gessner. Nach der Scheidung heiratete sie 1924 den Forschungsreisenden und Kunsthändler Julius Konietzko. Nach der Scheidung dieser Ehe im Jahre 1935 eröffnete Lore Kegel ihre eigene Kunsthandlung „Lore Kegel – Exotische Kunst“. Während der Nazi-Ära wurde sie wegen jüdischen Vorfahren aus der Reichskulturkammer ausgeschlossen. Während des Krieges veranstaltete sie in ihrem Haus sogenannte „Kegel-Abende“, an denen regelmäßig Künstler, Literaten und Geisteswissenschaftler zusammenkamen. Ferner verfasste sie zeitgenössische Lyrik und Kindergedichte.
Bereits in den frühen 30er Jahren bereiste Kegel Indien, Lappland, Tibet, Sardinien, Aran-Inseln und die Abruzzen, wo sie gemeinsam mit ihrem Mann Julius Konietzko völkerkundliche und volkskundliche Forschung betrieb und Material für zahlreiche Museen sammelte.
Nach dem Zweiten Weltkrieg unternahm sie sowohl alleine als auch mit ihrem dritten Ehemann Dr. med. Georg-Arthur Kegel und ihrem Sohn aus zweiter Ehe Boris Kegel-Konietzko, der zu dieser Zeit im Kongo lebte, mehrere Studienreisen in Afrika, im Rahmen derer sie die heimische Sammlung um zahlreiche Stammeskunst-Objekte von außerordentlicher Qualität ergänzen konnte.
Ihre Kunsthandlung „Lore Kegel - Exotische Kunst“ belieferte private Sammler, ebenso wie deutsche und ausländische Museen und Ausstellungen. Die Sammlung Kegel-Konietzko steht bis heute für die beeindruckende Kunst der Stämme Afrikas.
Lore Kegel wurde testamentarisch mit der Betreuung des Nachlasses des Bildhauers und Graphikers Friedrich Wield (* 15. März 1880; † 10. Juni 1940) betraut. Sie hatte 1943 dessen Arbeiten aus ihrem brennenden Haus gerettet. Nach ihrem Tod befand sich der Wield-Nachlass in der Obhut ihres Sohnes Boris Kegel-Konietzko. Er hat ihn später dem Hamburger Sammler Tim Tobeler übertragen.
Nach der Übernahme der Firma „Lore Kegel – Exotische Kunst“ im Jahre 1964 durch Sohn Boris Kegel-Konietzko widmete sich die vielseitig inspirierte Lore Kegel intensiv der Malerei, der Erstellung von Biorhythmen sowie der Rezension ihrer Kindergedichte, die teilweise auch auf Schallplatte erschienen sind. Nach ihrem Tod 1980 übernahm ihr Sohn Boris den künstlerischen Nachlass von über 1000 Pastellzeichnungen. Zahlreiche ihrer Werke wurden im April 2018 auf einer Ausstellung in Hamburg-Blankenese gezeigt und gingen danach ebenfalls über in die Obhut des Sammlers Tim Tobeler.

## Quelle
- Boris Kegel-Konietzko, Diplom-Biologe
- Maike Bruhns: Kunst in der Krise, Band 2, S. 408 ff.